# Tongzi
Der Kreis Tongzi (chinesisch 桐梓县, Pinyin Tóngzǐ Xiàn) in ein chinesischer Kreis, der zum Verwaltungsgebiet der bezirksfreien Stadt Zunyi (遵义市) in der südchinesischen Provinz Guizhou gehört. Er hat eine Fläche von 3.208 km² und zählt 529.200 Einwohner (Stand: Ende 2018). Sein Hauptort ist die Großgemeinde Loushanguan (娄山关镇).

## Administrative Gliederung
Auf Gemeindeebene setzt sich der Kreis aus sechzehn Großgemeinden und acht Gemeinden (davon eine Nationalitätengemeinde) zusammen. Diese sind:
- Großgemeinde Loushanguan 娄山关镇
- Großgemeinde Liaoyuan 燎原镇
- Großgemeinde Guancang 官仓镇
- Großgemeinde Gaoqiao 高桥镇
- Großgemeinde Huaqiu 花秋镇
- Großgemeinde Jiuba 九坝镇
- Großgemeinde Chumu 楚米镇
- Großgemeinde Dahe 大河镇
- Großgemeinde Xinzhan 新站镇
- Großgemeinde Yelang 夜郎镇
- Großgemeinde Songkan 松坎镇
- Großgemeinde Mugua 木瓜镇
- Großgemeinde Yangdeng 羊磴镇
- Großgemeinde Bodu 坡渡镇
- Großgemeinde Shuibatang 水坝塘镇
- Großgemeinde Shixi 狮溪镇

- Gemeinde Maoshi 茅石乡
- Gemeinde Fengshui 风水乡
- Gemeinde Rongguang 容光乡
- Gemeinde Xiaoshui 小水乡
- Gemeinde Bajiao 芭蕉乡
- Gemeinde Huanglian 黄莲乡
- Gemeinde Tianping 天坪乡
- Gemeinde Mazong der Miao 马鬃苗族乡